# Magnolia punduana
Magnolia punduana là một loài thực vật có hoa trong họ Magnoliaceae. Loài này được (Hook.f. & Thomson) Figlar mô tả khoa học đầu tiên năm 2000.